# Ғ
Cette page contient des caractères spéciaux ou non latins. S’ils s’affichent mal (▯, ?, etc.), consultez la page d’aide Unicode.
 (décembre 2024).
Si vous disposez d'ouvrages ou d'articles de référence ou si vous connaissez des sites web de qualité traitant du thème abordé ici, merci de compléter l'article en donnant les références utiles à sa vérifiabilité et en les liant à la section « Notes et références ».
Ghaïn ou gué barré (capitale Ғ, minuscule ғ) est une lettre de l’alphabet cyrillique utilisée dans plusieurs langues d’Asie centrale. Il s’agit d’un Г barré horizontalement. Malgré la ressemblance, cette lettre n’a aucun lien avec la lettre latine F.

## Utilisation
Ғ est employé notamment en bachkir, khakasse, kazakh, néguidale, nivkhe, oudihé, tadjik, tatar de Sibérie et tofalar, langues dans lesquelles il se prononce [ʁ] ou [ɣ]. Il est utilisé également dans l’écriture cyrillique de l’azéri et de l’ouzbek, mais depuis que ces langues s’écrivent officiellement avec l’alphabet latin, il a été remplacé par ‹ ğ › en azéri et ‹ g‘ › en ouzbek.
En chor, le ғ représente une consonne occlusive vélaire voisée [ɡ].

## Représentation informatique
Le gué barré peut être représenté avec les caractères Unicode suivant :
| formes    | représentations | chaînes de caractères | points de code | descriptions                          |
| --------- | --------------- | --------------------- | -------------- | ------------------------------------- |
| capitale  | Ғ               | Ғ                     | U+0492         | lettre majuscule cyrillique gué barré |
| minuscule | ғ               | ғ                     | U+0493         | lettre minuscule cyrillique gué barré |